# Віхола (видавництво)
Ві́хола — українське видавництво, що спеціалізується на книжках українських авторів.
Засноване 2020 року колишніми співробітницями видавництва «Наш Формат».
Початково «Віхола» була створена як видавництво нон-фікшн, а згодом почала видавати й художню літературу. Так у 2022 році була започаткована серія української художньої класики з коментарями літературознавців «Неканонічний канон», в якій вже вийшли знакові твори таких авторів, як Агатангел Кримський, Микола Хвильовий, Іван Багряний, Володимир Винниченко, Валер'ян Підмогильний, Осип Турянський та інші.
Видавництво переважно співпрацює зі спеціалістами та популяризаторами в вибраних темах. Часто це блогери, які ведуть тематичні сторінки, але не мали досвіду написання книжок.
Книга Андрія Сем'янківа «Танці з кістками», що вийшла у видавництві «Віхола», здобула премію «Книга року BBC» у 2022.

## Історія
У травні 2020 року видавництво «Наш Формат» оголосило про випуск книжки «Коронавірус. Інструкція до виживання» російської науковиці Анчі Баранової, що спричинило обурення в деяких працівників компанії. Після цього головна редакторка видавництва, Ольга Дубчак, повідомила про своє звільнення через некоректну комунікацію та приниження з боку Владислава Кириченка, власника видавництва.
28 липня 2020 року було оголошено про створення нового видавництва. Його заснували колишні директорка «НФ» Ілона Замоцна та головна редакторка Ольга Дубчак, менеджерка з прав на переклади Ірина Щепіна, директорка з маркетингу Марина Захарчук, завідувачка редакції Вікторія Шелест та SMM-менеджерка Наталя Шнир.
За 2021 рік видавництво видало 23 книжки загальним накладом понад 133 тисячі примірників. Дві книжки видавництва стали бестселлерами: «Матера вам не наймичка, або Чому діти це — прекрасно…» Каті Бльостки та «Медицина доказова і не дуже» Андрія Сем'янківа. Інша книга Сем'янківа «Танці з кістками» також здобула премію «Книга року BBC» в 2022 році.

## Автори
Видавництво видає книги сучасних українських письменників, таких як Олексій Коваленко, Віра Агеєва, Володимир Станчишин, Максим Беспалов, Тарас Лютий, Володимир Саркісян, Юлія Ярмоленко, Леонід Горобець, Тетяна Лукинюк, Людмила Колб, Катерина Зарембо, Юліан Чаплінський, Наталія Атамась, Владислав Івченко, Ольга Маслова, Роман Маленков, Катя Бльостка, Андрій Сем'янків, Катерина Шаванова, Олена Паренюк, Максим Яковлєв, Ірина Ігнатенко, Ярина Чорногуз та інших.

## Серії книг
У 2020 році видавництво започаткувало серію «Наукпоп», у якій видає сучасних українських науковців-популяризаторів науки. Станом на 2023 рік у серії видано 14 книг на різноманітну тематику — від ГМО та ембріології до ботаніки і релігієзнавства.
У 2022 році у видавництві започаткована серія української художньої класики з коментарями літературознавців «Неканонічний канон», до якої увійшли твори класиків української літератури, таких як Марко Вовчок, Ірина Вільде, Агатангел Кримський, Євген Плужник, та ін.
У 2023 році видавництво також почало видавати українську класику у подарунковому форматі, з передмовами українських літературознавців та кінознавців. післямовами відомих митців, критиків та експертів про те, як іще втілився класичний текст в інших жанрах мистецтва — у кіно, театрі, живописі. Серед виданих творів — «Тіні забутих предків» та «Кайдашева сім'я».

## Книжкові фестивалі
Видавництво є постійним учасником Книжкового Арсеналу та Форуму видавців, брало участь у дніпровському фестивалі Book Space, луцькій «Фронтері» та одеському фестивалі «Поруч».
Закордоном «Віхола» стала одним із 40 видавництв-представників України на Франкфуртському книжковому ярмарку-2022.
Також взяла участь в Лондонському книжковому ярмарку 2023.
У 2023 році видавництво пройшло відбір на програму FILI — Finnish Literature Exchange, в межах якої українські видавці відвідали столицю Фінляндії, де зустрілись з фінськими колегами та взяли участь у заходах, присвячених грантовим можливостям щодо перекладу.

## Переклади
У 2022 році видавництво підписало договір про переклад польською добірки есеїв Віри Агеєвої «За лаштунками імперії» з польським видавцем Znak Horyzont та договір про переклад англійською з німецьким ibidem-Verlag.

## Відзнаки та нагороди

### «Шевченківська премія 2023»
За результатами конкурсу у короткі списки премії потрапила авторка та головна редакторка видавництва Ольга Дубчак, за книги «Чути українською», «Бачити українською».
()

### «Книга року BBC 2022»
Перша художня книга видавництва, медичний трилер «Танці з кістками» Андрія Сем'янківа в 2022 році здобула премію «Книга року BBC»[8].

### «Найкращі книжки 2022 за версієюУкраїнського PEN»
За 2022 рік 8 книжок видавництва опинились у списку найкращих книжок року за версією Українського PEN, взявши 6 із 12 номінацій в рубриці нон-фікшн. При цьому, одним із номінованих творів була книга «Перемагати українською» Ольги Дубчак.

### «Всеукраїнський рейтинг Книжка року-2022»
За результатами всеукраїнського рейтингу «Книжка року-2022» переможцями конкурсу стали наступні книги видавництва:
- «За лаштунками імперії. Есеї про українсько-російські культурні відносини» Віри Агеєвої — у номінації «Літературознавство / критика»
- «Танці з кістками.» Андрія Сем'янкова та «Сміх у кінці тунелю. Нотатки українського анестезіолога» Івана Черненка у номінації «Жанрова література»
- «Лінгвістика на карті світу. Непорозуміння, кримінал та інтриги в різних мовах» Рустама Гаджієва у номінації «Науково-популярна література»[21].

### Премія імені Юрія Шевельова 2022 року
Члени Капітули премії імені Юрія Шевельова за найкращу українську книжку есеїстики оголосили довгий список номінантів у 2022 році, до якого увійшли наступні видання видавництва:
- «Український Шпіцберген. Ведмеді, вугілля та комунізм», Беспалов Максим
- «Перемагати українською. Про мову ненависті й любові», Дубчак Ольга
- «Лінгвістика на карті світу. Непорозуміння, кримінал та інтриги в різних мовах», Гаджієв Рустам
- «Зрозуміти архітектуру. Від готики та бароко до модерну та еклектики», Чаплінський Юліан[22].

### Всеукраїнський рейтинг «Книжка року-2021»
За результатами всеукраїнського рейтингу «Книжка року-2021» переможцями конкурсу стали 9 книг видавництва у чотирьох номінаціях:
Номінація «Софія»
«Двійник. Про природу дублювання і множинності», Тарас Лютий
Номінація «Обрії»
«Пташина історія. Скандали, інтриги і мистецтво виживання», Наталія Атамась
«Слідуй за розбитим черепом. Історія еволюції скелета», Леонід Горобець
«Фрукти проти овочів. Чому кавун — не ягода, а томат — не фрукт», Олексій Коваленко
«Хімія повсякдення. Від шампуню і прального порошку до смаженої картоплі», Володимир Саркісян
«Медицина доказова і не дуже», Андрій Сем'янків (MEDGoblin).
Номінація «Спеціальна й адаптаційна література / стиль життя»
«Чути українською. У світі звукі[ў] і букв», Ольга Дубчак
«Вино без правил. Як пити круте вино і не залежати від думки винних снобів», Анна Евгенія Янченко.
Номінація «Краєзнавча і туристична література / етнографія / історія повсякдення / дорожні нотатки»
«Усе, що ви знаєте про Ірландію — правда, але…», Максим Беспалов.

### «Найкращі книжки 2021 за версієюУкраїнського PEN»
За 2021 рік шість книжок у трьох номінаціях видавництва опинились у списку найкращих книжок року за версією Українського PEN.